# Amtsgericht Tholey
Das Amtsgericht Tholey war ein deutsches Amtsgericht mit Sitz in Tholey.

## Geschichte
Seit der Franzosenzeit bestand in Tholey das Friedensgericht Tholey als Eingangsgericht. Im Rahmen der Reichsjustizgesetze wurden 1879 einheitlich im Deutschen Reich Amtsgerichte, darunter das königlich preußische Amtsgericht Tholey als eines von elf Amtsgerichten im Bezirk des Landgerichtes Saarbrücken im Bezirk des Oberlandesgerichtes Köln, gebildet. Der Sitz des Gerichts war die Stadt Tholey. Sein Gerichtsbezirk umfasste die Bürgermeistereien Dirmingen, Eppelborn und Tholey aus dem Landkreis Ottweiler. Am Gericht bestand 1880 eine Richterstelle. Das Amtsgericht war damit ein kleines Amtsgericht im Landgerichtsbezirk.
Im Jahre 1918 wurde das Saargebiet vom Deutschen Reich abgetrennt. Das Amtsgericht Tholey blieb bestehen. Mit der Strukturreform 1974 wurde das Amtsgericht Tholey aufgehoben und sein Sprengel dem des Amtsgerichtes St. Wendel zugeordnet.

## Richter
- Erich Lawall